# (4906) Seneferu
(4906) Seneferu ist ein Asteroid des Hauptgürtels, der am 24. September 1960 vom Forscherteam Cornelis Johannes van Houten, Ingrid van Houten-Groeneveld und Tom Gehrels im Rahmen des Palomar-Leiden-Surveys entdeckt wurde.
Der Asteroid wurde nach dem altägyptischen Pharao Snofru (im Englischen häufig Seneferu geschrieben) benannt.